# Cincinnati Prehospital Stroke Scale
Il Cincinnati Prehospital Stroke Scale (CPSS) è una scala di valutazione medica impiegata per diagnosticare la presenza di ictus in un paziente da parte del personale sanitario e dei soccorritori che operano nella fase ospedaliera e pre-ospedaliera.
La scala offre una valutazione (espressa in termini di normalità e anormalità) di tre aspetti:
- mimica facciale: invitare il paziente a sorridere o mostrare i denti
  - normale se entrambi i lati del viso si muovono allo stesso modo
  - anormale se un lato del viso si muove in modo diverso dall'altro
- spostamento delle braccia: invitare il paziente a chiudere gli occhi e sollevare le braccia)
  - normale se entrambi gli arti si muovono allo stesso modo
  - anormale se un arto cade o si muove in modo diverso dall'altro
- linguaggio: invitare il paziente a pronunciare una frase
  - normale se il paziente pronuncia correttamente la frase
  - anormale se il paziente sbaglia le parole, le strascica, o è incapace di parlare.

Pazienti con un parametro "anormale" su 3 hanno una probabilità del 72% di avere un ictus ischemico; se sono "anormali" tutti e 3 i parametri, la probabilità sale all'85%.
Si noti tuttavia che l'assenza di parametri "anormali" non garantisce l'assenza di ictus.